# Assalto de Araçatuba

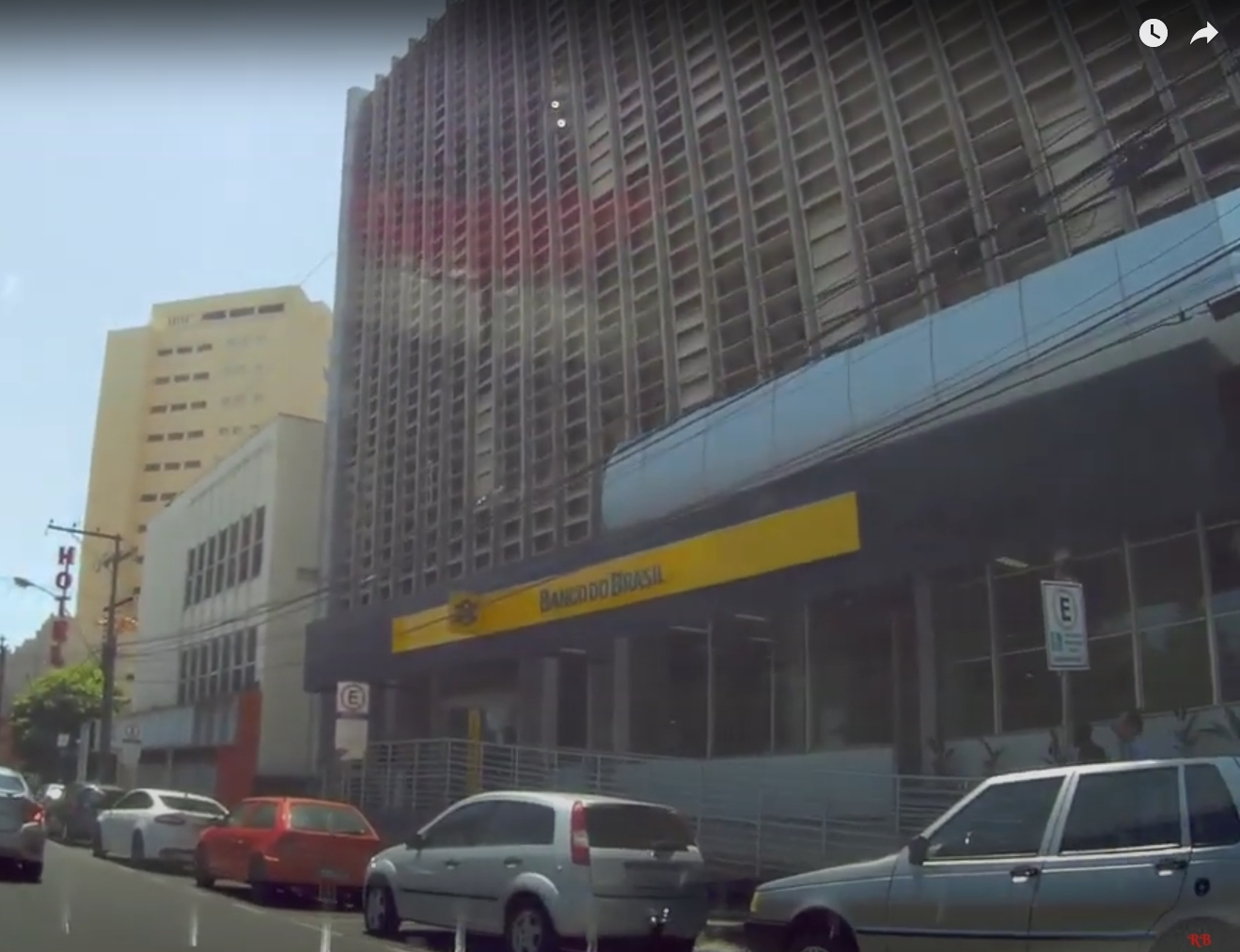
Agência do Banco do Brasil da praça Rui Barbosa, em Araçatuba, um dos locais assaltados pela quadrilha

O assalto de Araçatuba foi um um assalto a banco ocorrido a 30 de agosto de 2021 em três agências bancárias da cidade de Araçatuba, no estado de São Paulo, no Brasil. Pelo menos 20 criminosos participaram da ação, que resultou em três mortes e cinco feridos, um deles em estado gravíssimo. O ataque, que se inscreve na tática apelidada de "Novo Cangaço", foi o mais violento desde 2019. O número de explosivos encontrados após este ataque foi o maior da história do país, neste tipo de assalto.

## Antecedentes
O Brasil tem um longo histórico de roubos a bancos, o qual tem se acentuado em anos recentes, com uma vaga de assaltos violentos. Peritos acreditam que o programa brasileiro de assistência à pobreza durante a pandemia tem encorajado criminosos a planear assaltos ousados em pacatas cidades do interior, onde as agências bancárias acumulam mais dinheiro.
Em Araçatuba em 1997 ocorreu um roubo a empresa de valores PROTEGE no valor de  R$ 1,7 milhão, sendo "Edgarzinho" (Edgar dos Santos Silva) um dos maiores criminosos do Estado, suspeito do crime em conjunto com policiais. Na mesma cidade em 2017 uma quadrilha de assaltantes bloquearam as saídas do quartel de polícia CPI-10 para impedir a saída de policiais e explodiram a sede da mesma empresa de transporte de valores, houve intenso disparos de armas de fogo.
No final de dezembro de 2020, em dois dias consecutivos, ocorreram dois assaltos semelhantes ao de Araçatuba nas cidades de Cametá e Criciúma, sendo visadas agências do Banco do Brasil, sendo ainda desconhecido se há relação entre estes assaltos e o de 30 de agosto em Araçatuba.

## Assalto
Pelo menos 20 criminosos e 10 carros participaram da ação. A quadrilha chegou à região central de Araçatuba por volta da meia noite de 29 para 30 de agosto.
O ataque teve lugar no centro da cidade, ao redor da Praça Rui Barbosa, onde se localizam várias agências bancárias. Duas agências bancárias foram assaltadas. Em uma delas, que funciona como uma tesouraria regional, os criminosos conseguiram aceder ao cofre subterrâneo. Na outra, a quadrilha atacou os caixas eletrônicos. A terceira agência foi apenas danificada. O valor levado pelos assaltantes não foi divulgado. Segundo Álvaro Camilo, secretário executivo da Polícia Militar, os funcionários estatais desconheciam a função de tesouraria regional da agência do Banco do Brasil, e a consequente acumulação de grandes quantias em dinheiro.
A ação durou duas horas, envolvendo tiros e explosões, com pelo menos duas trocas de tiros separadas com a polícia. Segundo uma testemunha, os assaltantes usavam coletes à prova de balas, espingardas e capacetes, parecendo-se com soldados.
Dois moradores e um dos integrantes da quadrilha morreram baleados, ficando feridos cinco homens, um deles em estado gravíssimo depois que teve os pés amputados após ser atingido por explosivo, quando se aproximou do artefato. Todos foram levados para a Santa Casa de Araçatuba. Dos cinco internados, dois estão com escolta policial, sendo considerados suspeitos de participarem da ação. O suspeito de integrar a quadrilha morto durante a ação era integrante do Primeiro Comando da Capital (PCC).
Após atacarem as agências e trocarem tiros com a Polícia Militar, os criminosos fugiram em direção ao bairro Engenheiro Taveira, onde também roubaram veículos de moradores. Os criminosos capturaram moradores, que usaram como escudo humano. As vítimas foram amarradas aos tejadilhos e capôs das viaturas, lutando aterrorizadas para não cair, enquanto os assaltantes fugiam. Veículos foram queimados em vários pontos do município e da região para impedir a chegada da polícia, enquanto drones foram usados durante todo o tempo que durou o ataque para monitorizar as ruas e a ação da Polícia Militar. Os assaltantes espalharam explosivos em várias partes da cidade, e cercaram algumas delegacias de modo a atrasar a chegada de reforços. Um dos explosivos foi acionado por um homem que passava de bicicleta, levando à amputação dos dois pés.
Mais de 350 policiais civis, militares e federais, com o auxílio de dois helicópteros, tentaram rastrear os criminosos, seguindo as buscas durante toda a tarde do dia 30, localizando em uma mata entre os municípios de Bilac e Gabriel Monteiro sete carros usados pela quadrilha, entre os quais um veículo com vidro do passageiro adaptado para o disparo de tiros. De acordo com a Polícia Militar, trata-se de um veículo de grande porte, onde os assaltantes terão montado um calibre .50, uma arma de guerra, fixado em um tripé. O buraco serviria para colocar o cano da arma para o lado de fora, enquanto esta era operada a partir de dentro do carro, protegidos pela blindagem. Foram encontradas munições de .50, .762. e .556". Foi ainda encontrado um ônibus abandonado com tambores próximo ao pedágio de Glicério, suspeitando-se que o combustível tenha sido usado pelos criminosos para atear fogos em veículos na Rodovia Marechal Rondon.

## Explosivos
Policiais do Grupo de Ações Táticas Especiais (Gate) localizaram 98 explosivos deixados pela quadrilha nas ruas centrais de Araçatuba, nos bancos, nos carros abandonados entre os bairros Gabriel Monteiro e Bilac, assim como em um caminhão deixado pelo grupo perto das agências bancárias. 32 artefatos foram achados nas ruas, 29 no caminhão abandonado, 18 na agência do Banco do Brasil, 19 em carros abandonados em Bilac. Foram ainda achados 70 cartuchos de emulsão no caminhão. O manejamento dos explosivos foi feito através de robô. De acordo com a Secretaria de Segurança Pública (SSP), equipes do Gate detonaram cem quilos dos explosivos restantes em um aterro sanitário do bairro Água Branca. O uso de uma tão grande quantidade de explosivos pode levar a Polícia Federal a investigar o caso como crime de terrorismo.
O tenente-coronel Valmor Saraiva Racorti, comandante do Batalhão de Operações Especiais de São Paulo, foi acionado logo após o ataque, ficando encarregado da coordenação das ações de neutralização dos explosivos, e dando início a uma operação com deslocamento pela estrada e por aeronave. Um grupo de 35 policiais atuou nessa ação, sete dos quais especialistas em explosivos. A operação teve o apoio de atiradores de elite, garantindo a segurança dos agentes focados na desativação de cerca de 100 quilos de detonadores espalhados pela cidade.
Na manhã de 31 de agosto, policiais do Gate se reuniram para fazer uma varredura no centro de Araçatuba, visando averiguar se se há mais explosivos deixados pelo grupo. O comércio na região ficou fechado por conta da ação, tendo as aulas sido igualmente suspensas. O transporte público teve alteração na rota dos ônibus, a fim de evitar circulação de pessoas no centro da cidade. Em 1º de setembro foram retomadas as aulas da rede pública de ensino, assim como a vacinação contra a Covid-19.
Passadas mais de 24 horas do ataque, policiais militares haviam localizado e desarmado 98 detonadores espalhados por vias públicas, veículos e uma agência bancária da cidade, sendo encerradas as buscas. Segundo levantamento feito pela Associação Mato-Grossense para o Fomento e Desenvolvimento da Segurança, o número de explosivos encontrados em Araçatuba foi o maior da história do país. Segundo o tenente-coronel Lucélio Ferreira Martins Faria França, presidente da Associação, a tecnologia empregada pelos criminosos na instalação dos artefatos explosivos era sofisticada, com alguns dos detonadores possuindo sensor de movimento e até celular acoplado para acionamento à distância.
A Polícia Militar de São Paulo afirma que a ocorrência teve a maior quantidade de detonadores instalados por criminosos na história do estado. O tenente-coronel Saraiva Racorti afirmou-se surpreendido pela ousadia e a tecnologia empregada pelos criminosos, tendo o Batalhão encontrado recipientes de metal usados para detonação de rochas com alto potencial explosivo, assim como explosivos com lanterna de LED com o objetivo de causar efeito psicológico na população, com possibilidade de acionamento remoto. Segundo o comandante militar, esta foi a maior apreensão da história da Polícia Militar de São Paulo de explosivos instalados por criminosos de ações catalogadas como 'domínio de cidades'.

## Reações
O prefeito de Araçatuba, Dilador Borges, descreveu o acontecimento como "uma noite de terror", manifestando a confiança na investigação e pedindo à população ficasse em casa.
O governador de São Paulo, João Doria, prometeu a punição dos responsáveis, colocando uma força de 380 policiais em busca da quadrilha.

## Investigação

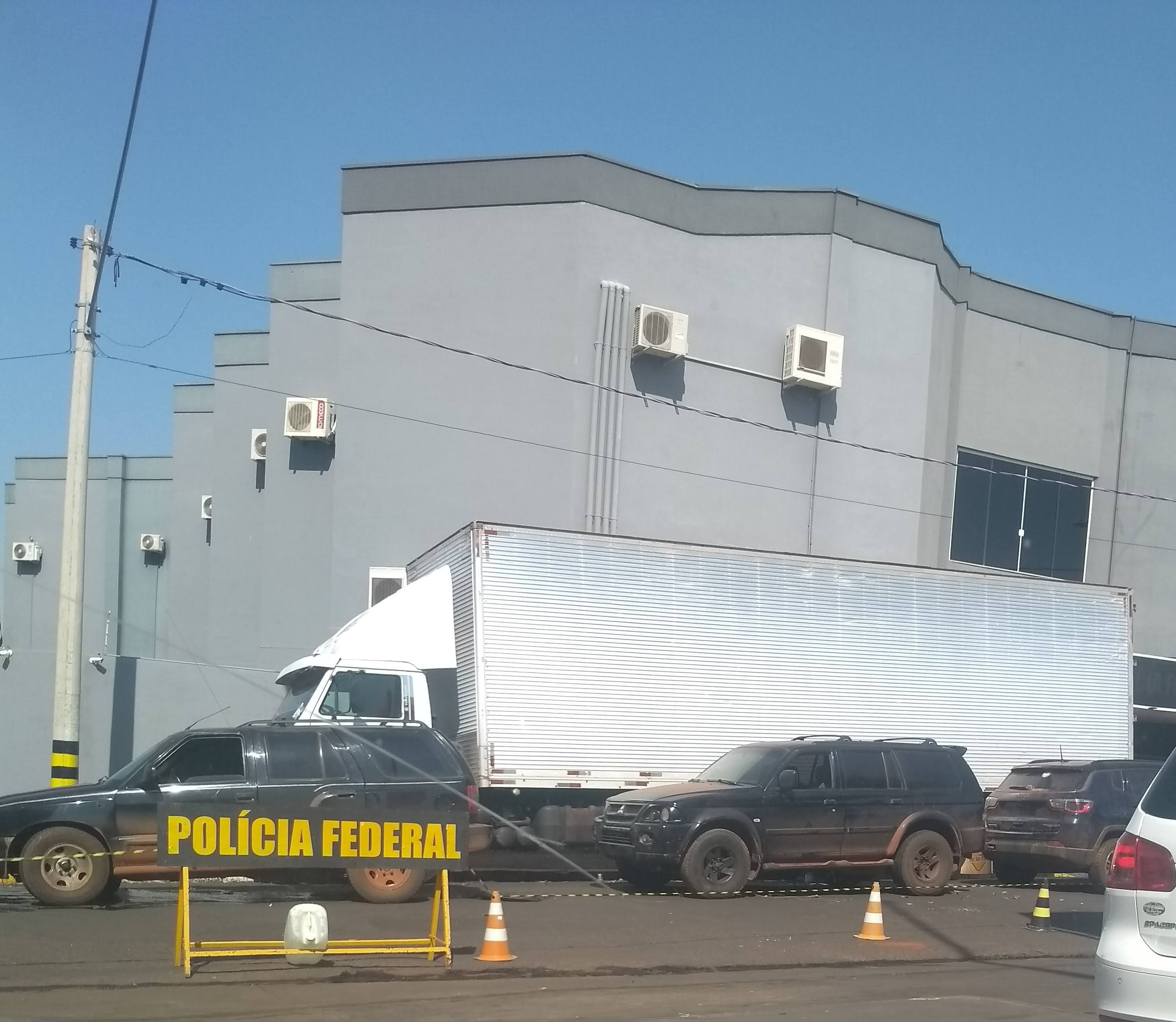
Parte dos carros utilizados no assalto na sede da Policia Federal

A Polícia Federal assumiu a investigação do crime por envolver bancos ligados ao Governo Federal, nomeadamente o Banco do Brasil e a Caixa Econômica Federal.
A 30 de agosto quatro pessoas haviam sido detidas. Um primeiro suspeito foi ouvido e liberado, e um casal foi preso por suspeita de envolvimento no crime. Na noite de 30 de agosto, um suspeito de envolvimento no ataque foi preso em Campinas, a 450 quilômetros de distância do local do assalto. Segundo a Polícia Federal, a detenção foi levada a cabo por policiais da Divisão Especializada de Investigações Criminais (DEIC), sendo o detido encaminhado para a sede da Polícia Federal em Araçatuba.
Em 22 de março de 2022 o integrante da quadrilha responsável por arrombar os cofres das agências foi detido pela polícia Federal. O total de presos acusados de integrar o bando perfaz um total de 37 indivíduos até o momento.
Paulo César Gabrir, suspeito de financiar em R$ 600 mil o ataque a bancos, foi preso por suposta associação criminosa, mas solto logo depois. Em 5 de janeiro de 2024, foi morto após uma troca de tiros com a Polícia Militar de Goiás.